# 米凱拉·席弗琳
米凱拉·席弗琳（英語：Mikaela Shiffrin，1995年3月13日—）是一名美國女子高山滑雪運動員，專門從事曲道和大曲道賽事。她為奧運、世錦賽和世界盃曲道賽事的冠軍。她以18歲的年紀成為奧運曲道項目最年輕的金牌得主。

## 外部連結
- 米凱拉·席弗琳在國際滑雪總會
- FIS-ski.com – Mikaela Shiffrin – World Cup season standings
- Ski-db.com （页面存档备份，存于） – results – Mikaela Shiffrin
- U.S. Ski Team （页面存档备份，存于） – profile – Mikaela Shiffrin
- Atomic Skis （页面存档备份，存于） – athletes – Mikaela Shiffrin
- Facebook （页面存档备份，存于）
- Twitter （页面存档备份，存于）
- "Bill Green visits with Olympic hopeful Mikaela Shiffrin", WCSH6.com, June 9, 2013.